# Yogen
Premonition (予言 Yogen?, Predicción) es una película japonesa de terror del 2004 dirigida por Norio Tsuruta. Yogen se basa en el manga Kyoufu Shinbun (Periódico del terror) de Jiro Tsunoda, publicado en "Shōnen Champion" en 1973. 

## Cast y personajes
- Hideki Satomi (Hiroshi Mikami): Un profesor y maestro de escuela secundaria. Padre de Nana, exmarido de Ayaka.
- Ayaka Satomi/Tachihara (Noriko Sakai): Una profesora de la Universidad Kougakuin e investigadora de pesetas. Madre de Nana, exesposa de Hideki.
- Nana Satomi: Hija de Hideki y Ayaka. Ella muere en un accidente automovilístico a comienzos de la película. Al final de la película Hideki trata de salvarla, sólo para descubrir que si él la salva, él tiene que morir.
- Satoko Mikoshiba: Una psíquica e investigadora de pesetas. Hace fotografías psíquica.
- Rei Kigata: Investigador de pesetas. Autor del libro "Diario del terror" ("Kyofu Shinbun").
- Misato Miyamoto: Una asistente de Ayaka en la universidad.
- Sayuri Wakakubo: Una estudiante de preparatoria de Hideki. Ella también ve los periódicos. Ella es la quinta víctima en predecir los apuñalamientos misterioso, y menciona a Hideki que a veces es mejor no hacer nada, en referencia a la evolución de las premoniciones.